# فاليرا كوتيلو
فاليرا كوتيلو (9 مارس 1968 - ) هي لاعبة كرة قدم برازيلية في مركز الوسط.

## وصلات خارجية
- فاليرا كوتيلو على موقع الاتحاد الدولي (مؤرشف)  (الإنجليزية)
- فاليرا كوتيلو على موقع Soccerway.com (الإنجليزية)